# 미켈 담스고르
미켈 크로그 담스고르(덴마크어: Mikkel Krogh Damsgaard, 2000년 7월 3일 ~)는 덴마크의 축구 선수로 현재 프리미어리그의 브렌트퍼드에서 윙어로 활약 중이다.

## 클럽 경력

### 초기 경력
담스가드는 고향인 Jyllinge에서 축구를 시작했다. 아버지가 코치로 활동하던 그는 여덟 년 동안 이 곳에서 뛰었다. Jyllinge FC와의 경기 중 담스가드는 사실 다른 선수를 찾던 Nordsjælland의 스카우트에게 발견되었다. 그 스카우트는 결국 담스가드에게 연락을 취하게 된 것이지만 처음에는 다른 선수를 찾고 있던 것이었다. 그 후 그는 2020년까지의 유스 계약으로 U12 선수로 FC Nordsjælland에 합류하게 되었다.

### 노르스셸란드
2017년 9월 27일, 담스가드는 17세의 나이로 노르스셸란드에서 공식 데뷔를 하게 되었다. 그는 덴마크 컵 경기인 Soffy Road에서 열린 Vejgaard BK와의 경기에서 풀타임 출전하며 4-0의 승리를 거두는 동안 1개의 어시스트를 기록했다.
그는 노르스셸란드에서의 데뷔 경기를 2017년 11월 26일에 AC 호르센스와의 경기에서, 27번 번호를 입고하여 덴마크 슈퍼리가에서 소화하게 되었다.
2018년 7월 12일, 담스가드는 유로파 리그 예선에서 Cliftonville과의 경기에서 노르스셸란드에서 유럽 무대 데뷔전을 치렀다.

### 삼프도리아
2020년 2월 6일, 담스가드가 이탈리아 세리에 A 구단 삼프도리아와 4년 계약을 체결했다는 소식이 확인되었다. 계약 기간은 2020년 7월 1일부터 적용되었다. 이적료는 670만 유로(덴마크 크로네 5000만)로 추정되었다. 2020년 10월 17일, 그는 Lazio에 3-0으로 승리하는 경기에서 첫 번째 세리에 A 골을 기록하였다.

### 브렌트포드
2022년 8월 10일, 담스가드는 이적료 1,500만 유로로 잉글리시 프리미어리그 클럽 Brentford로 이적하였다. 계약 기간은 5년이다.